# Read My Lips
Read My Lips – debiutancki album brytyjskiej wokalistki Sophie Ellis-Bextor wydany w 2001 roku przez Polydor Records.
Album oryginalnie ukazał się latem 2001 roku i zawierał tylko 10 piosenek, w tym przeboje „Murder on the Dancefloor” i „Take Me Home”. Został później kilkakrotnie wznawiany z dodatkowymi piosenkami. Ostateczna, 15-ścieżkowa edycja ukazała się w 2002 roku i zawierała kolejne hity „Get Over You” i „Music Gets the Best of Me”. Album okazał się sukcesem wydawniczym, osiągając m.in. certyfikat podwójnie platynowego w Wielkiej Brytanii, choć otrzymał niezbyt przychylne recenzje.

## Lista utworów
Pierwsza edycja (2001)
1. „Take Me Home” – 4:07
2. „Lover” – 3:24
3. „Move This Mountain” – 4:45
4. „Murder on the Dancefloor” – 3:50
5. „I Believe” – 4:04
6. „Leave the Others Alone” – 4:09
7. „By Chance” – 4:13
8. „The Universe Is You” – 3:37
9. „Is It Any Wonder” – 4:25
10. „Everything Falls into Place” – 3:44

Reedycja (2002)
1. „Murder on the Dancefloor” – 3:50
2. „Take Me Home” – 4:07
3. „Lover” – 3:24
4. „Move This Mountain” – 4:45
5. „Music Gets the Best of Me” – 3:39
6. „Sparkle” – 4:31
7. „The Universe Is You” – 3:37
8. „I Believe” – 4:04
9. „Get Over You” – 3:15
10. „By Chance” – 4:13
11. „Is It Any Wonder” – 4:25
12. „Leave the Others Alone” – 4:09
13. „Final Move” – 4:44
14. „Everything Falls into Place” – 3:44
15. „Groovejet (If This Ain’t Love)” (Live Version) – 4:00

## Notowania
| Kraj                              | Najwyższa pozycja | Certyfikat          |
| --------------------------------- | ----------------- | ------------------- |
| Australia (ARIA Charts)           | 9                 | platynowa płyta     |
| Austria                           | 18                |                     |
| Belgia (Ultratop Walonia)         | 40                |                     |
| Dania                             | 35                |                     |
| Finlandia                         | 18                |                     |
| Francja (SNEP)                    | 33                | złota płyta         |
| Holandia (MegaCharts)             | 10                |                     |
| Irlandia (IRMA)                   | 13                |                     |
| Niemcy                            | 10                |                     |
| Norwegia (VG-lista)               | 7                 |                     |
| Nowa Zelandia (RIANZ)             | 9                 | platynowa płyta     |
| Szwajcaria                        | 26                |                     |
| Szwecja (Sverigetopplistan)       | 53                |                     |
| Wielka Brytania (UK Albums Chart) | 2                 | 2 × platynowa płyta |